# The Bella Twins

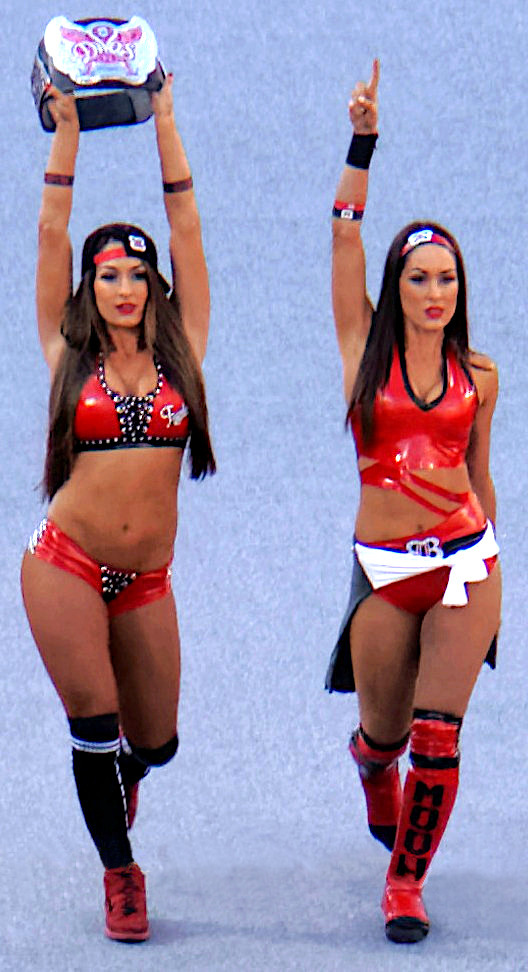
Nikki (links) und Brie Bella bei WrestleMania 31 (2015)

The Bella Twins sind ein US-amerikanisches Wrestling-Tag-Team, das in der WWE auftrat und aus den Zwillingsschwestern Nikki und Brie Bella besteht. Zudem existierte kurzzeitig ein Stable namens Team Bella zusammen mit der Wrestlerin Alicia Fox.
Die Bella Twins sind beide ehemalige Divas Champions. Nikki hielt den Titel 301 Tage lang und ist somit die am längsten amtierende Divas-Championess der WWE-Geschichte. Die Schwestern sind seit 2013 auch Stars der WWE-Reality-TV-Show Total Divas sowie des Spin-offs Total Bellas. Im Jahr 2019 unterhalten die beiden einen Podcast namens „The Bellas Podcast“.

## Leben

### Kindheit und Jugend
Die beiden Zwillinge mit mexikanischen und italienischen Wurzeln trennen sechzehn Minuten. Sie wuchsen bei ihren Eltern Jon Garcia und Kathy Colace auf einer Farm in Scottsdale, Arizona auf. Ihre Schulzeit verbrachten sie bis zur dritten Klasse zusammen, danach ließ die Mutter die beiden trennen, damit die beiden mehr Eigenverantwortung lernten. Ihren Abschluss machten sie beide an der Chaparral High School 2002. Beide spielten Fußball für Scottsdale Sie begannen nach dem Abschluss am Grossmont College zu studieren, wo Nicole für den dortigen Fußballverein spielte. Jedoch brachen sie ihr Studium ab und jobbten zunächst als Bedienung im Mondrian Hotel in Los Angeles, während sie einen Manager suchten.
Vor ihrer Karriere bei WWE traten die Bellas in der Fernsehshow Meet My Folks auf.

### Wrestling-Karriere

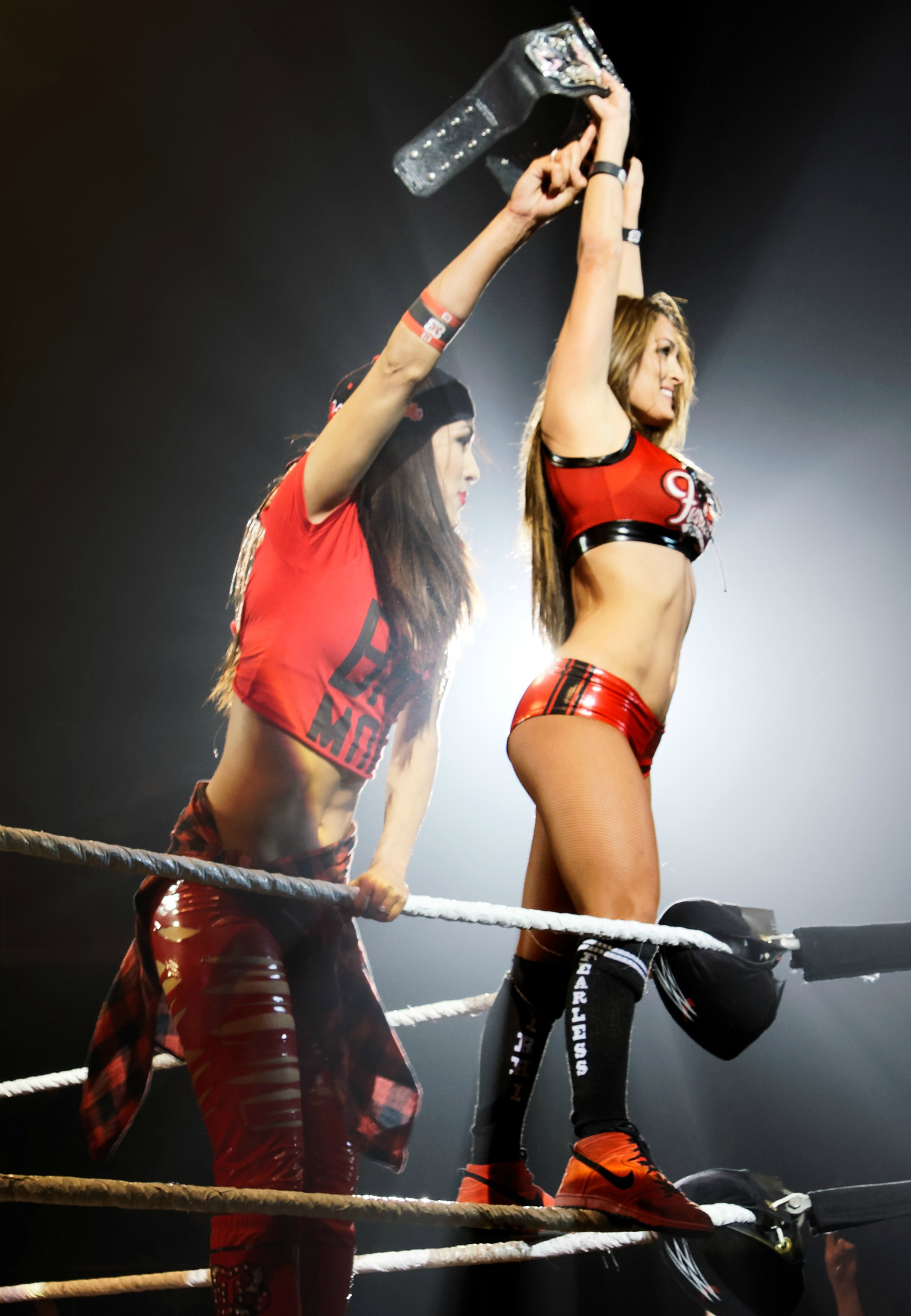
WWE Divas Champion Nikki und Brie Bella als The Bella Twins, 2015

Vor ihrem Aufstieg in das Main Roster der WWE wurden sie von Tom Prichard bei Florida Championship Wrestling trainiert und traten dort hauptsächlich als Tag Team auf. Ihren ersten Auftritt hatten sie am 15. September 2007. Ihre erste Fehde hatten sie gegen Nattie Neidhart (heute als Natalya bekannt) und Krissy Vaine. Als Natalya zur WWE wechselte, nahm Milena Roucka ihren Platz ein. Auch Mixed Tag Team Matches waren eine Spezialität der Zwillinge. Zu ihren männlichen Partnern zählten unter anderem Kofi Kingston und Robert Anthony. Ihren letzten Auftritt hatten sie am 2. September 2008 bei einer Divas Battle Royal.
Brie hatte ihr WWE-Debüt im August 2008 bei SmackDown. Ihr Gimmick war, dass sie während ihrer Matches unter den Ring kroch und mit neuen Kräften wieder auftauchte. Später kam heraus, dass sie unter dem Ring die Plätze mit ihrer Schwester Nikki tauschte, um ihre Matches zu gewinnen. Danach traten sie zusammen als Tag Team auf. Im November 2008 hatten die Bella Twins als Teil einer Storyline eine Beziehung mit den Colóns (Carlito und Primo). Im Jahr 2009 hatten sie mit John Morrison und The Miz eine On-Screen-Beziehung und Anfang 2009 mit Daniel Bryan. 2011 und 2012 traten sie außerdem als Einzelwrestler an und jede von ihnen gewann einmal den WWE Divas Championship.
Im April 2012 verließen sie die WWE, aber kehrten im März 2013 zurück. Neben einer Fehde gegen The Funkadactyls (Cameron und Naomi) waren sie auch wieder als Einzelwrestler aktiv, insbesondere nachdem sich Nikki Bella verletzt hatte. Im April 2014 kam es zu einem Kayfabe-Split der beiden, bei dem Brie Bella im Rahmen der Storyline gefeuert wurde und Nikki in dem Monat Abwesenheit dafür bestraft wurde. Dies läutete einen Heel-Turn von Nikki ein, die danach ihre Schwester attackierte. Die Fehde der beiden dauerte bis Ende des Jahres an.
Anschließend unterstützte Brie ihre Schwester Nikki, als diese den Divas Championship erhielt und den Rekord von AJ Lee mit einer Regentschaft von 301 Tagen einstellte.
Das Ende des Jahres 2015 stand im Schatten von Nikki Bellas Verletzung am Nacken, die behandelt und operiert werden musste. Am 21. September 2015 trat sie allerdings bei den Slammy Award auf und erhielt den Award als „Diva des Jahres“. In dieser Zeit trat Brie Bella alleine beziehungsweise in einem Tag Team mit Alicia Fox an. Im März 2016 verkündete sie allerdings ihren Abschied von allen Ring-Aktivitäten auf längere Zeit. Sie gab für ihre Entscheidung nicht näher definierte familiäre Gründe an.
Am 6. April 2021 wurden sie in die Hall of Fame eingeführt.

## Weitere Auftritte
2011 spielten die beiden in einem Musikvideo zu Atreyus Right Side of the Bed auf. Außerdem hatten sie häufig gemeinsame Auftritte in der VH1-Show Best Week Ever. Gastauftritte hatten sie außerdem in der Comedy-Show Ridiculousness auf MTV.
Als Schauspieler traten sie im Film Confessions of a Womanizer (2014) auf. Zusammen verliehen die beiden bei den MTV Europe Music Awards 2014 einen Preis.
Seit 2014 treten die beiden in der Reality-TV-Show Total Divas als Hauptdarstellerinnen auf. 2016 erschien die Reality-TV-Serie Total Bellas, die aus dem Leben von Brie und Nikki Bella sowie ihren Ehemännern Daniel Bryan und John Cena berichtete. Dabei handelt es sich um ein Spinoff von Total Divas.
Beide erhielten 2016 einen Teen Choice Award als beste weibliche Athleten, nachdem sie im Vorjahr nur nominiert waren.
Das Tag-Team ist in zehn Videospielen der WWE vertreten. Dazu gehören SmackDown! vs. Raw 2010, WWE SmackDown vs. Raw 2011, WWE 12 (als DLC), WWE 13, WWE 2K14 (als DLC), WWE 2K15, WWE 2K16, WWE 2K17, WWE 2K18 und WWE 2K19.

## Filmografie
- 2002/2003: Meet my Folks (Fernsehserie)
- 2003: Are You Hot?: The Search for America's Sexiest People (Fernsehserie)
- 2012: Ridiculousness (Fernsehserie)
- seit 2013: Total Divas
- 2014: Psych (Fernsehserie)
- 2014: Confessions of a Womanizer
- 2015: The Flintstones & WWE: Stone Age SmackDown! (Zeichentrickfilm, Stimmen)
- 2016: Total Bellas (Fernsehserie)
- 2017: Whose Line Is It Anyway
- 2024 AEW: Close Up with Renee Paquette

## Auszeichnungen
- 2016: Teen Choice Awards Auszeichnung in der Kategorie Choice Female Athlete[24]

- 2021: Aufnahme in die WWE Hall of Fame